# Teuchophorus gratiosa
Teuchophorus gratiosa är en tvåvingeart som först beskrevs av Becker 1924.  Teuchophorus gratiosa ingår i släktet Teuchophorus och familjen styltflugor. Inga underarter finns listade i Catalogue of Life.